# Varahi
Warahi o Varahi (apareix esmentat també com Warai) fou un estat tributari protegit de l'agència de Palanpur. Estava dividit entre dues branques; els governants eren jats musulmans; els seus dominis estaven barrejats amb territoris d'estats no jurisdiccionals. La superfície total era de 855 km² i la població el 1881 de 21.376 habitants. El territori era pla i obert. El fundador de la nissaga governant fou Malek Isa que va venir del Sind fugint de l'opressió d'un governant, i es va apoderar de Varahi expulsant als musulmans romes que hi estaven establerts.
El sobirà de Varahi sènior va arribar a tercera classe el 1901 però només pels deu pobles que tenia exclusivament i no pas pels pobles compartits, sent la població d'aquestes deu poblacions de 1.908 habitants. El 1884 el malik era Jorawar Khan, nascut el 1881, que governava sota regència. Els ingressos eren d'unes 4000 lliures.
Varahi júnior era més petit (uns 100 km²) i només tenia 3 pobles amb una població total de 509 habitants el 1901.
La capital era Varahi o Warahi a 23° 47′ 20″ N, 71° 29′ 20″ E / 23.78889°N,71.48889°E.